# Achensee
Achensee – największe jezioro w Tyrolu, na zachodzie Austrii, położone 4 km na północ od Jenbach. Razem z Doliną Achental tworzy granicę między pasmami górskimi Karwendel i Rofan. Ciągnie się przez 8,4 km z maksymalną szerokością do 1 km i osiąga głębokość 133 m. Miejscowości nad brzegiem jeziora to: Maurach, Pertisau i Scholastika.
W systemie administracyjnym gospodarki wodnej jest jednolitą częścią wód powierzchniowych Achensee o międzynarodowym kodzie ATOK3500300. Leży na obszarze dorzecza Dunaju, w regionie wodnym Dunaju powyżej Jochensteinu. W austriackiej typologii wód powierzchniowych należy do jezior silnie zmienionych typu E1.
Jezioro ma wysoką jakość wody (bliską do wody pitnej) z widocznością do dziesięciu metrów pod wodą. Temperatura wody jest odpowiednio niska jak na górskie jezioro i prawie nigdy nie przekracza 20 °C.  
Jezioro Achensee jest ulubionym miejscem dla żeglarzy, surferów i nurków.

## Galeria

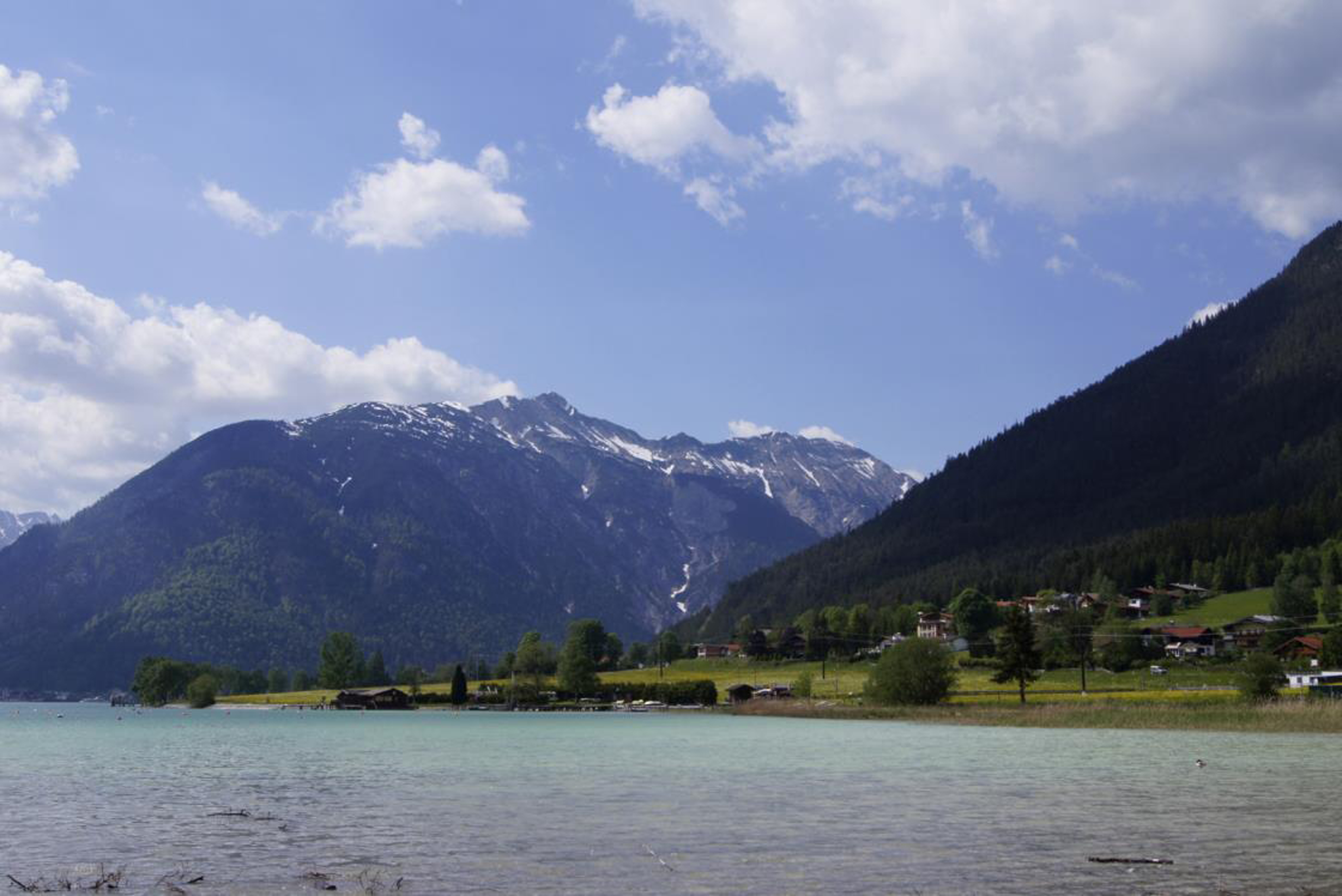
Północny brzeg Achensee.
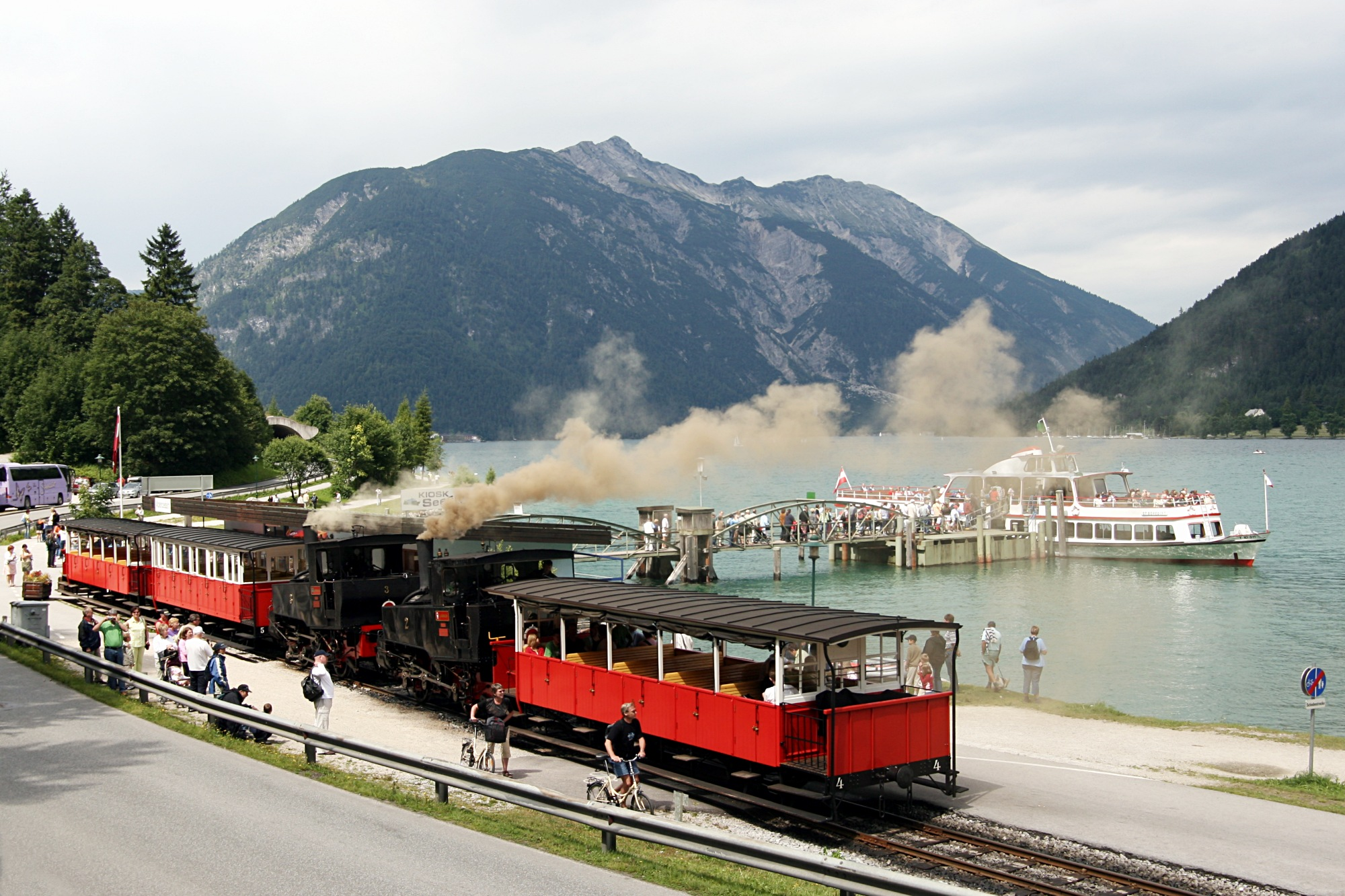
Stacja kolejowa Achensee.
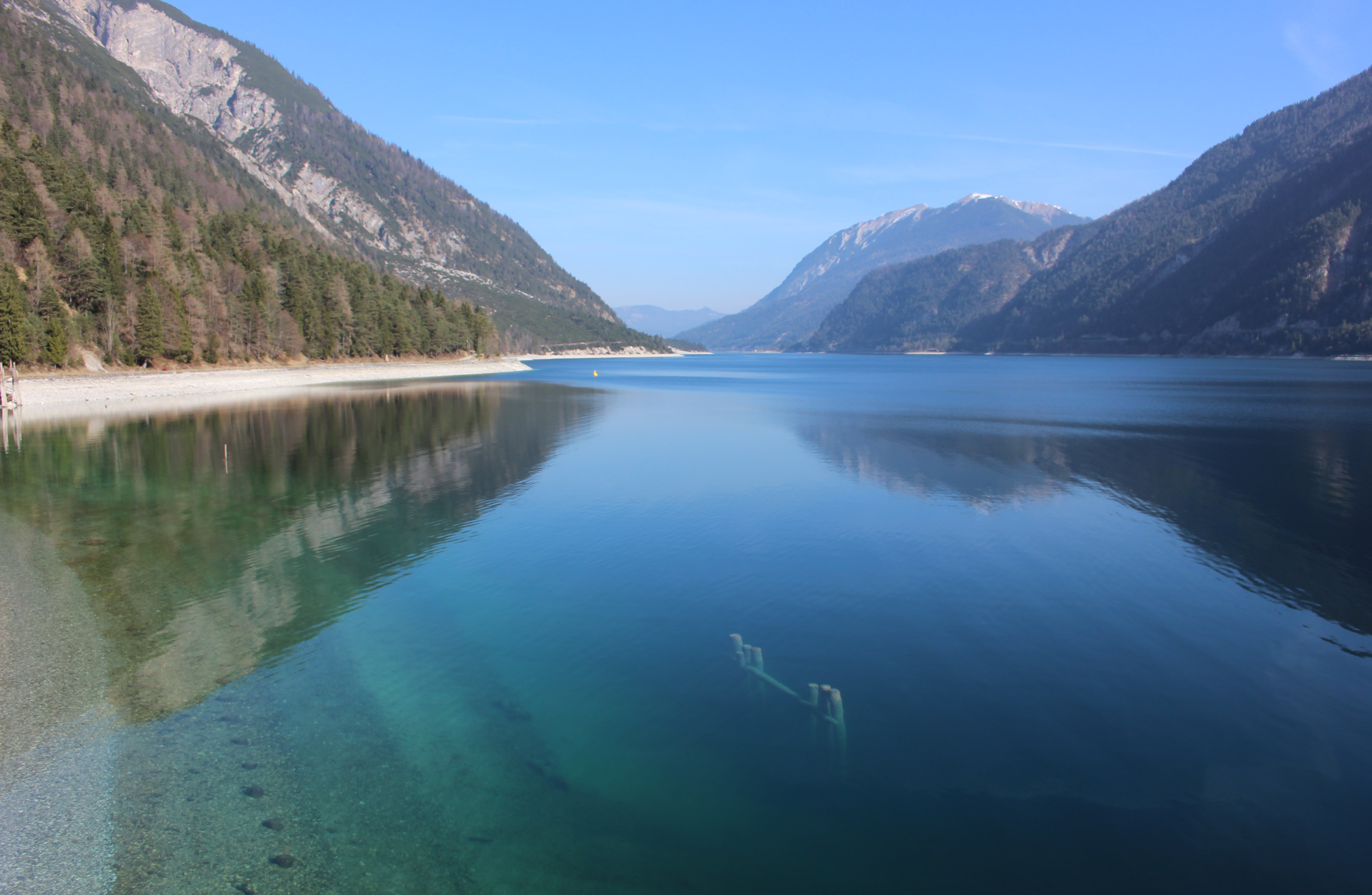
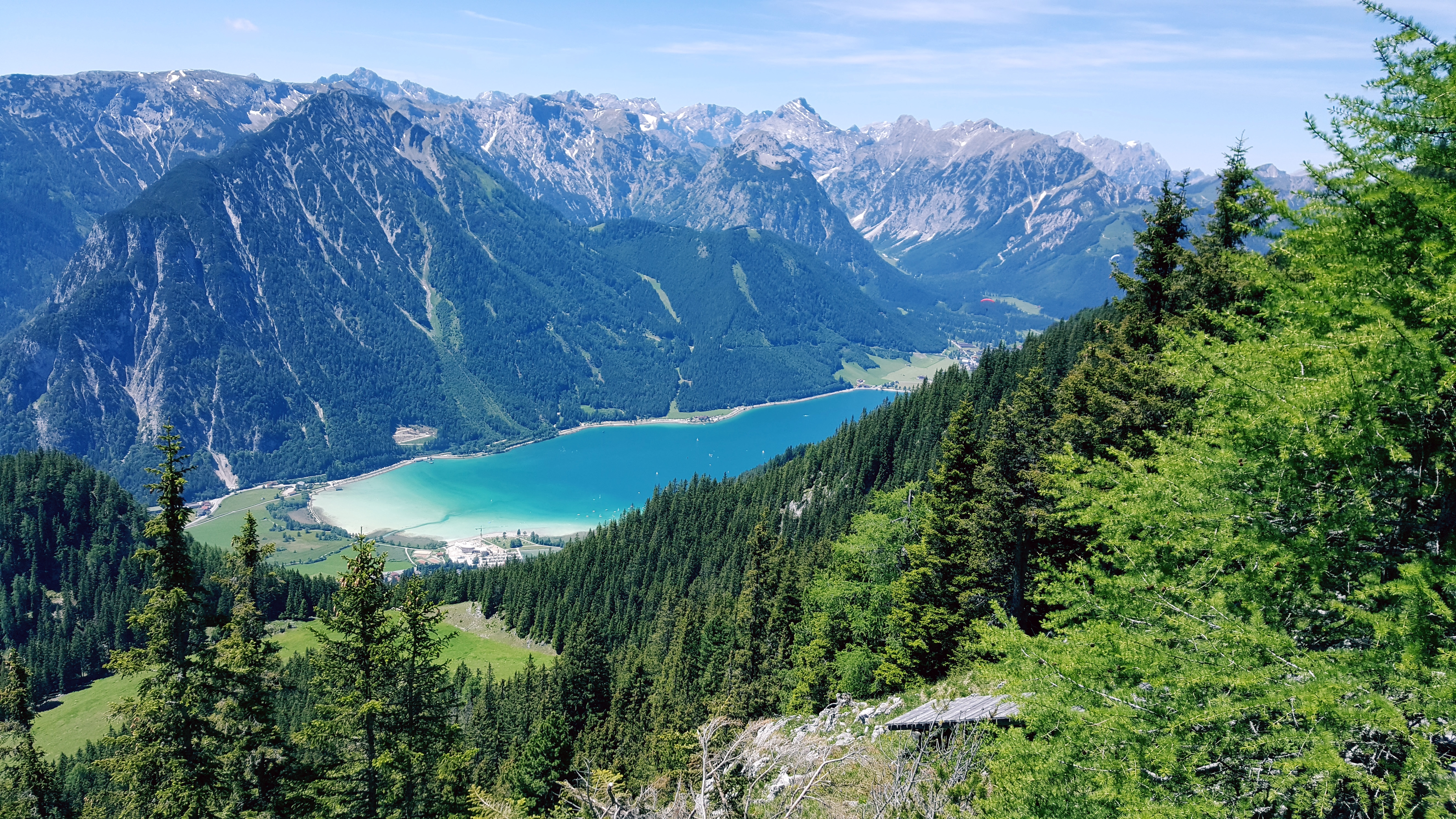